# Kunstsoziologie
Kunstsoziologie, auch: Soziologie der Künste, ist eine spezielle Soziologie, die die Kunst in ihren sozialen Verflechtungen theoretisch und empirisch erforscht. Sie befasst sich zunächst mit dem sozialen Gehalt der Kunstwerke (nach Form, Inhalt und verwendeter Symbolik), der gesellschaftlichen Funktion der Künste (beispielsweise Malerei, Literatur, Musik, Theater, Film) und der sozialen Stellung von Künstlern, sodann mit der Rezeption durch das Publikum und den sozialökonomischen Bedingungen der Produktion und Distribution (durch Galerien, Verlage, Kinos usw.) von Kunst. Die Kunstsoziologie überschneidet sich mit anderen speziellen Soziologien wie der Wissenssoziologie und Kultursoziologie und diversen Kulturwissenschaften wie Kunstgeschichte, philosophische Ästhetik und Literaturgeschichte.
Die Deutsche Gesellschaft für Soziologie nahm die Kunst erstmals 1930 auf ihrem 7. Deutschen Soziologentag in ihr Programm auf.

## Historische Kunstsoziologie
Rückblickend bezeichnet man als Kunst, was z. B. in den Gesellschaften der Jäger und Sammler in magischen Riten zwecks Beschwörung des Jagderfolgs (Höhlenmalerei gegen Ende der jüngsten Eiszeit: Lascaux, Altamira) eingebunden war oder im Mittelalter als religiöser Dienst (Altarbild- und Ikonenmalerei) verstanden wurde. 
Im Laufe der Zeit löst sich das Kunstwerk aus sakralen Zusammenhängen. Mit dem Aufblühen der Adelsherrschaft in der frühen Neuzeit entstand ein Repräsentationsbedürfnis der Könige und Fürsten, das von Hofkünstlern – Dichtern (z. B. Torquato Tasso, Goethe), Musikern (z. B. Georg Friedrich Händel, Joseph Haydn) und bildenden Künstlern (z. B. Diego Velasquez, Cranach) – befriedigt wurde. Diese Künstler waren bei aller Genialität gleichwohl Auftragskünstler und teilten mit ihren Herrschern weitgehend deren Geschmackskanon. Analog zu den Fürstenhöfen bestellten auch reiche Städte, besonders in Oberitalien, Stadtkünstler (Tizian in Venedig, Michelangelo in Florenz, Johann Sebastian Bach in Leipzig). Es hing von der „Aufgeklärtheit“ seines Herrn und der eigenen Reputation ab, inwieweit der Hofkünstler seine eigene Lebensweise (z. B. außerhalb des Hofes) und seine persönlichen künstlerischen Vorstellungen durchsetzen konnte.
Der lange Ablösungsprozess der höfisch-aristokratischen durch die bürgerliche Kultur kulminierte politisch in der Französischen Revolution. „Die Bezüge künstlerischer Arbeit verschoben sich von den Höfen, dem Adel und dem alten Patriziat zu den neuen Klassen des Besitz- und Bildungsbürgertums.“ Das Heraustreten aus den feudalen und patrizischen Abhängigkeiten gelang den (bildenden) Künstlern zuerst in den Niederlanden im 17. Jahrhundert, dem „Goldenen Zeitalter“ (Michael North). Weil ihm eine angemessene Anstellung als Hofmusiker versagt blieb, versuchte Mozart als erster bedeutender Komponist „durch den Verkauf seines Geschicks als Musiker und seiner Werke auf dem offenen Markt“ sich Ende des 18. Jahrhunderts als „freier Künstler“ zu etablieren. Spätestens in der Romantik trat der moderne Künstler auf den Plan, der Autonomie und Subjektivität zur Grundlage seines kreativen Schaffens machte (Wolfgang Ruppert) und mit seinem Publikum nunmehr über den im bürgerlichen Zeitalter entstehenden anonymen Kunst- und Literaturmarkt verbunden war.
Seither haben die Künstler ihre Autonomie gegen die zunehmende Kommerzialisierung der Kunst (siehe Kulturwirtschaft) und gegen ihre Indienstnahme für die Imagepflege von Wirtschaftsunternehmen (Sponsoring) verteidigen müssen. Die von Frankreich Ende des 19. Jahrhunderts ausgehende „l'art pour l'art“-Bewegung (Charles Baudelaire, Stéphane Mallarmé, Paul Verlaine, Paul Valéry) und das im Kreise des Dichters Stefan Georges gefeierte Prinzip einer „Kunst für die Kunst“ bilden den Extrempol des Autonomieanspruchs der Kunst. Als ihr Gegenpol kann die Pop Art angesehen werden, deren Vertreter sich bewusst den Phänomenen der Alltagskultur widmeten und durch die Massenmedien populär wurden. Nicht wenige Künstler (allen voran: Andy Warhol und Jeff Koons) passten ihre Produktion den Verwertungsbedürfnissen des Marktes an, was wiederum von einigen Kunstkritikern als eine Art subversiver Affirmation der kapitalistischen Konsumgesellschaft interpretiert wird.

## Künstlergruppen
Die Gruppenbildung von Künstlern (z. B. Nazarener, Schule von Barbizon, Worpswede, Die Brücke, George-Kreis, Gruppe 47) ist ein neuzeitliches Phänomen, eine Begleit- und Folgeerscheinung der extremen Subjektzentriertheit des modernen Künstlers. Erst nach der „professionellen Entbindung (…) von der handwerklichen Normerfüllung zur künstlerischen Selbstbestimmung“ wird der Künstler zum Solitär. Niklas Luhmann sieht die (exklusive) Gruppenbildung von Gleichgesinnten als eine Kompensation für den verlorenen Außenhalt durch Tradition, Patron, Markt und selbst Kunstakademien.

## Organisationen des Kunstsystems
Im ausdifferenzierten Kunstsystem übernimmt eine Vielfalt von Organisationen bestandsnotwenige Funktionen für die Sozialisation von Künstlern und die Produktion, Distribution und Rezeption von Kunstwerken. So qualifizieren und professionalisieren Kunstakademien, Literaturinstitute, Theaterseminare, Musik- und Filmhochschulen die angehenden Künstler (Sozialisation). Malerwerkstätten (Mittelalter und frühe Neuzeit), Theater, Oper, Orchester und Filmstudios stehen im Dienste der Produktion von Kunst. Galerien und Verlage, Bibliotheken und Buchhandlungen sind Organisationen der Distribution. Der Rezeption von Kunstwerken, sofern sie nicht individuell erfolgt, widmen sich literarische Salons, Kunstvereine, kulturelle Gesellschaften und Literaturhäuser.

## Bedeutende Vertreter der Kunstsoziologie
Unter den Soziologen, die sich mit der Kunst beschäftigten, haben insbesondere Georg Simmel, Georg Lukács, Arnold Hauser, Max Weber, Theodor W. Adorno, Arnold Gehlen, Alphons Silbermann, Niklas Luhmann und Pierre Bourdieu innovative Beiträge geliefert. Von den Kunsthistorikern Michael Baxandall und Martin Warnke stammen soziologisch informative Analysen.